# Władysław Reymont
Władysław Stanisław Reymont, eredeti nevén Stanisław Władysław Rejment (Kobiele Wielkie, 1867. május 7. – Varsó, 1925. december 5.) – lengyel író. Az Ifjú Lengyelország kritikai realizmusának egyik legfőbb képviselője, munkásságát naturalista elemek jellemzik. Négykötetes Parasztok című regényéért, a „paraszti eposzért” 1924-ben irodalmi Nobel-díjat kapott.

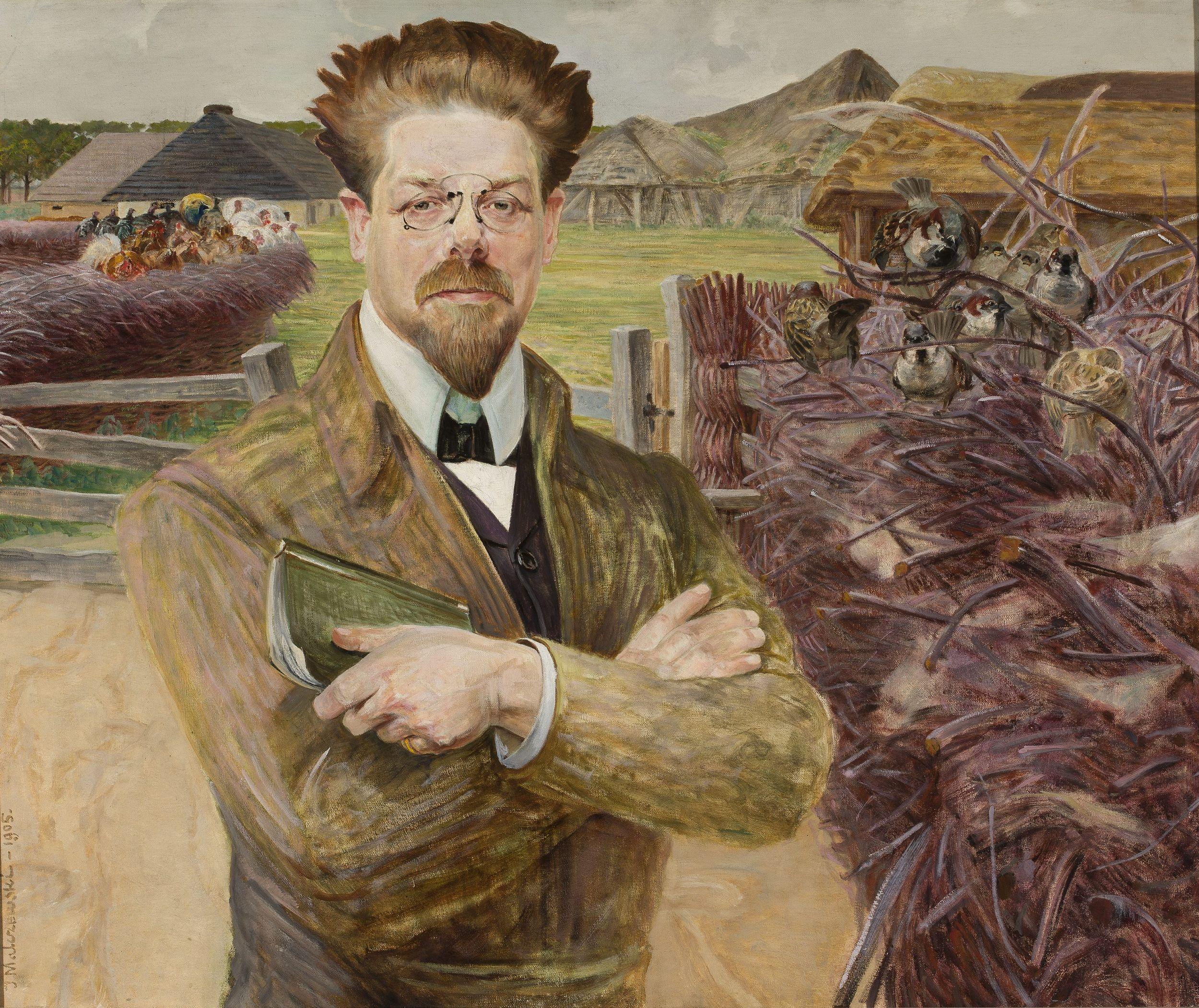
Jacek Malczewski: Władysław Reymont portréja (1905)

## Élete
Reymont apja kántor volt, a fiát szabóinasnak adta Varsóba. A fiú azonban a segédlevél megszerzése után otthagyta az iparosmesterséget. 18 éves korában megszökött otthonról, és beállt vándorszínésznek. Később egy évig a Varsó–Bécs vasútvonalon dolgozott, majd Németországban tagja lett egy spiritiszta körnek. Innen ismét egy vándorszínész társulathoz szegődött el, azután egy Krosnova nevű faluban vasúti gyakornok lett, ezt követően pedig a chenstochowai pálos kolostorban novíciusnak állt. Ezek az évek adták számára azt az élettapasztalatot, azt a valóságismeretet, amelyeket aztán a műveiben is felhasznált.
Első novelláit Krosnovából küldte a varsói liberális Prawdába és a nemzeti demokrata Glosba. 1893-ban Varsóba költözött. 1899-ben vasúti balesetet szenvedett, ezért élete végéig kártérítést kapott. Irodalmi munkássága révén is egyre jobb anyagi körülmények közé került. Többször járt Olaszországban és Franciaországban. 1919-től 1920-ig az Amerikai Egyesült Államokban is élt. Az első világháború után a Kolaczkowo nevű kis tanyát megvásárolta, s ott élt élete végéig. Varsóban halt meg.

## Művei
- A csaló (1896)
- Az ígéret földje (Ziemia obiecana) (1898)
- Parasztok (Chłopi) (1904-1909) – (fordította: Tomcsányi János)
- Az álmodó (1910)
- A vámpír (Wampir) (1911)
- Az 1794. év (Rok 1794) (1911-1916)
  - I. Az utolsó lengyel országgyűlés (Ostatni Sejm Rzeczypospolitej)
  - II. Csillag az éjszakában (?) (Nil desperandum)
  - III. A Kościuszko-felkelés (Insurekcja)
- A lázadás (Bunt) (1922)
- Legenda[6] (1924)

## Magyarul

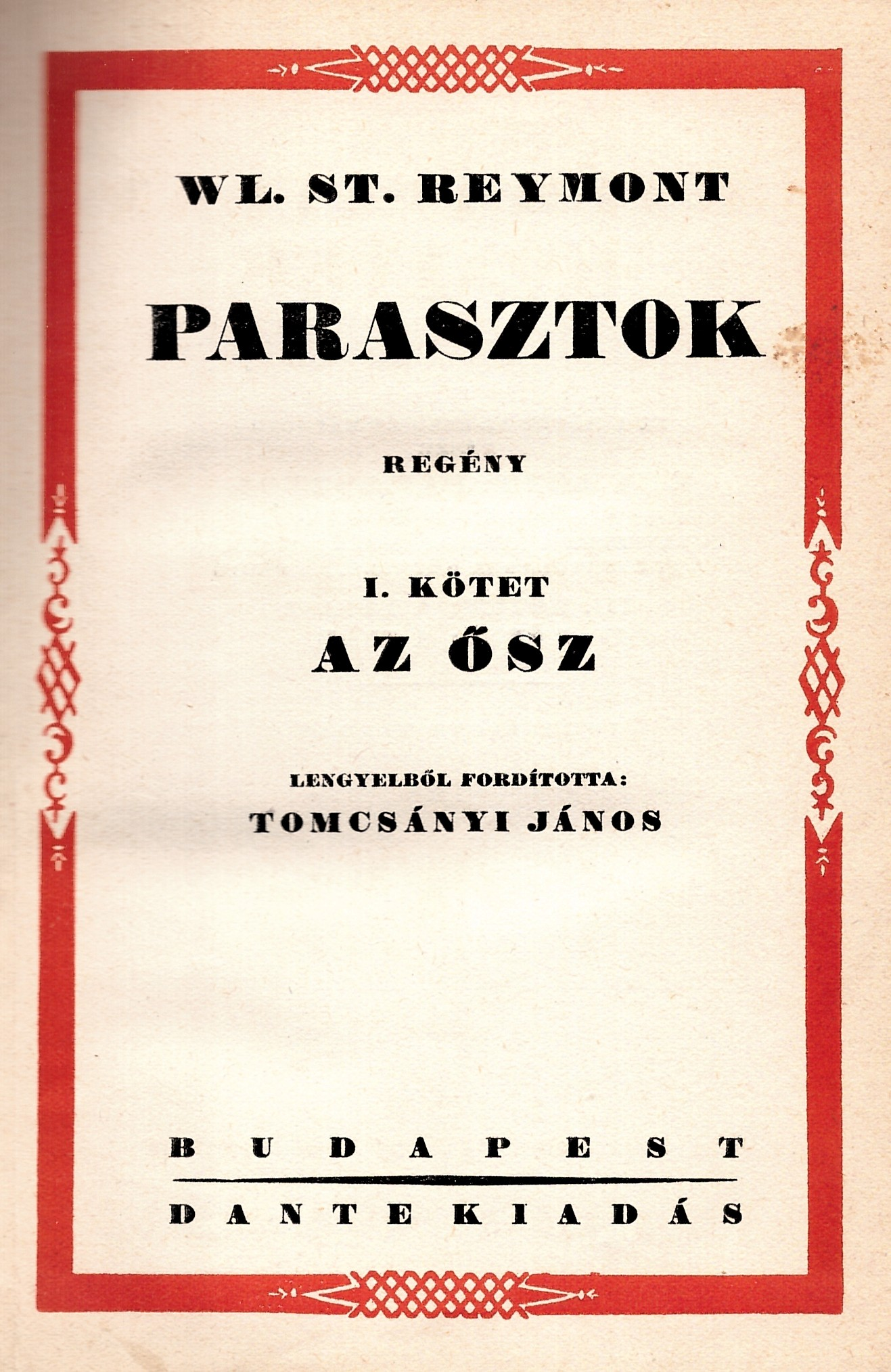
Parasztok

- Parasztok. Regény, 1-4.; ford. Tomcsányi János; Dante, Bp., 1925 (Halhatatlan könyvek)
- Az ígéret földje, 1-2.; ford. Mészáros István, Havas József; Dante, Bp., 1932 (Halhatatlan könyvek)
- Népítélet; ford. Mészáros István; Európa, Bp., 1957
- Parasztok, 1-2.; ford. Tomcsányi János, átdolg., kieg. Kerényi Grácia, utószó Kovács Endre; Európa, Bp., 1960
- A vámpír; ford. Pálfalvi Lajos; Kozmosz Könyvek, Bp., 1990
- Lázadás; ford., előszó D. Molnár István; Rézbong, Göd, 2021

## Fordítás
- Ez a szócikk részben vagy egészben  a   Władysław Reymont című lengyel Wikipédia-szócikk ezen változatának fordításán alapul.  Az eredeti cikk szerkesztőit annak laptörténete sorolja fel. Ez a jelzés csupán a megfogalmazás eredetét és a szerzői jogokat jelzi, nem szolgál a cikkben szereplő információk forrásmegjelöléseként.